# Гартселл (Алабама)
Гартселл (англ. Hartselle) — місто (англ. city) в США, в окрузі Морган штату Алабама. Населення — 15 455 осіб (2020).

## Історія
Місто Гартселл — порівняно молоде місто, яке було створене у 1870 році. Було назване на честь Джорджа Гартселла, батька-засновника. Ще деякі з його нащадків мешкають у місті.
Перша газета була видана в 1876 році. Перший банк був організований в 1904 році.
У серпні 1916 року, Гартселл постраждав від пожежі, яка знищила діловий район, всього 21 будівлю.
Вранці 15 березня 1926 р. п'ятнадцять злочинців пограбували банк Гартселла. Того ранку, вісім вибухів нітрогліцерину потрясли спляче місто. В результаті пограбування була поранена одна людина.
Було викрадено 15 000 $. Бандити не були встановлені або зловлені.

## Географія
Гартселл розташований за координатами 34°26′25″ пн. ш. 86°56′25″ зх. д. / 34.44028° пн. ш. 86.94028° зх. д. (34.440378, -86.940290).  За даними Бюро перепису населення США в 2010 році місто мало площу 42,37 км², з яких 42,12 км² — суходіл та 0,25 км² — водойми.

## Демографія
Згідно з переписом 2010 року, у місті мешкало 14 255 осіб у 5678 домогосподарствах у складі 4128 родин. Густота населення становила 336 осіб/км².  Було 6076 помешкань (143/км²).
Расовий склад населення:
| - 91,5 % — білих - 4,3 % — чорних або афроамериканців - 0,8 % — корінних американців - 0,4 % — азіатів - 1,3 % — осіб інших рас |

До двох чи більше рас належало 1,7 %. Частка іспаномовних становила 2,5 % від усіх жителів.
За віковим діапазоном населення розподілялося таким чином: 25,4 % — особи молодші 18 років, 60,4 % — особи у віці 18—64 років, 14,2 % — особи у віці 65 років та старші. Медіана віку мешканця становила 38,7 року. На 100 осіб жіночої статі у місті припадало 93,2 чоловіків;  на 100 жінок у віці від 18 років та старших — 89,1 чоловіків також старших 18 років.
Середній дохід на одне домашнє господарство  становив 65 135 доларів США (медіана — 53 878), а середній дохід на одну сім'ю — 75 955 доларів (медіана — 62 468). Медіана доходів становила 43 929 доларів для чоловіків та 35 720 доларів для жінок. За межею бідності перебувало 6,9 % осіб, у тому числі 4,8 % дітей у віці до 18 років та 6,7 % осіб у віці 65 років та старших.
Цивільне працевлаштоване населення становило 6295 осіб. Основні галузі зайнятості: освіта, охорона здоров'я та соціальна допомога — 23,4 %, виробництво — 17,6 %, роздрібна торгівля — 15,7 %.